# Çepnibektaş, Turgutlu
Çepnibektaş là một xã thuộc huyện Turgutlu, tỉnh Manisa, Thổ Nhĩ Kỳ. Dân số thời điểm năm 2011 là 499 người.